# The Grey (EP)
The Grey är en EP av amerikanska bandet Saosin som utgavs 14 oktober 2008. Den såldes på Saosins turné och på www.hurley.com. Den innehåller tre nya låtar från deras nästkommande album, samt en akustisk version av "Come Close". Endast 3000 exemplar finns upptryckta, varav de flesta är signerade av bandet. Vid varje turnéstop såldes 100 exemplar. 15 oktober 2008 laddades "Why Can't You See" upp på bandets PureVolumesida. AbsolutePunk.net lade även upp låten "Love Maker" på deras artistsida för Saosin. På Alternative Press mediasida kan man streama låten "Keep Secrets". "Come Close (akustisk)" finns att lyssna på Artist Directs Saosinsida. "Love Maker (akustisk)", den sista låten på EP:n, kan streamas ifrån Rock Sound. 13 januari 2009 släpptes EP:n via Itunes.

## Låtlista
1. "Keep Secrets" - 3:44
2. "Love Maker" - 3:19
3. "Why Can't You See" - 2:50
4. "Come Close (Akustisk)" - 4:03
5. "Love Maker (Akustisk)" - 4:04